# Frontera entre Alemania y Dinamarca
La frontera entre Dinamarca y Alemania ha sido modificada en varias oportunidades a lo largo de la historia. En la actualidad tiene 68 kilómetros de largo y separa al Reino de Dinamarca con la República Federal de Alemania, ambos miembros de la Unión Europea.

## Historia

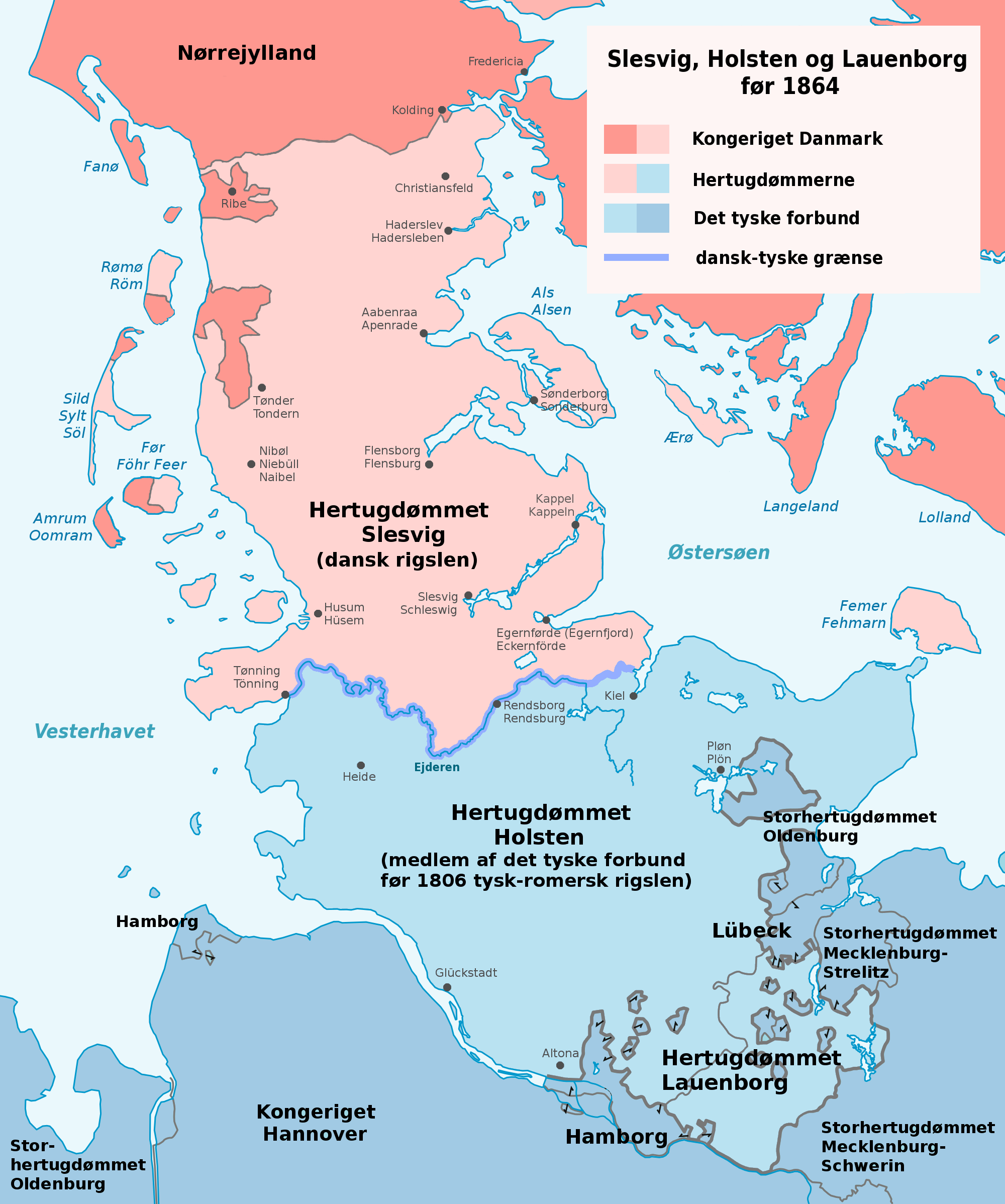
Los ducados de Schleswig, Holstein y Lauemburgo antes de 1864. Se muestran los enclaves reales en Schleswig.

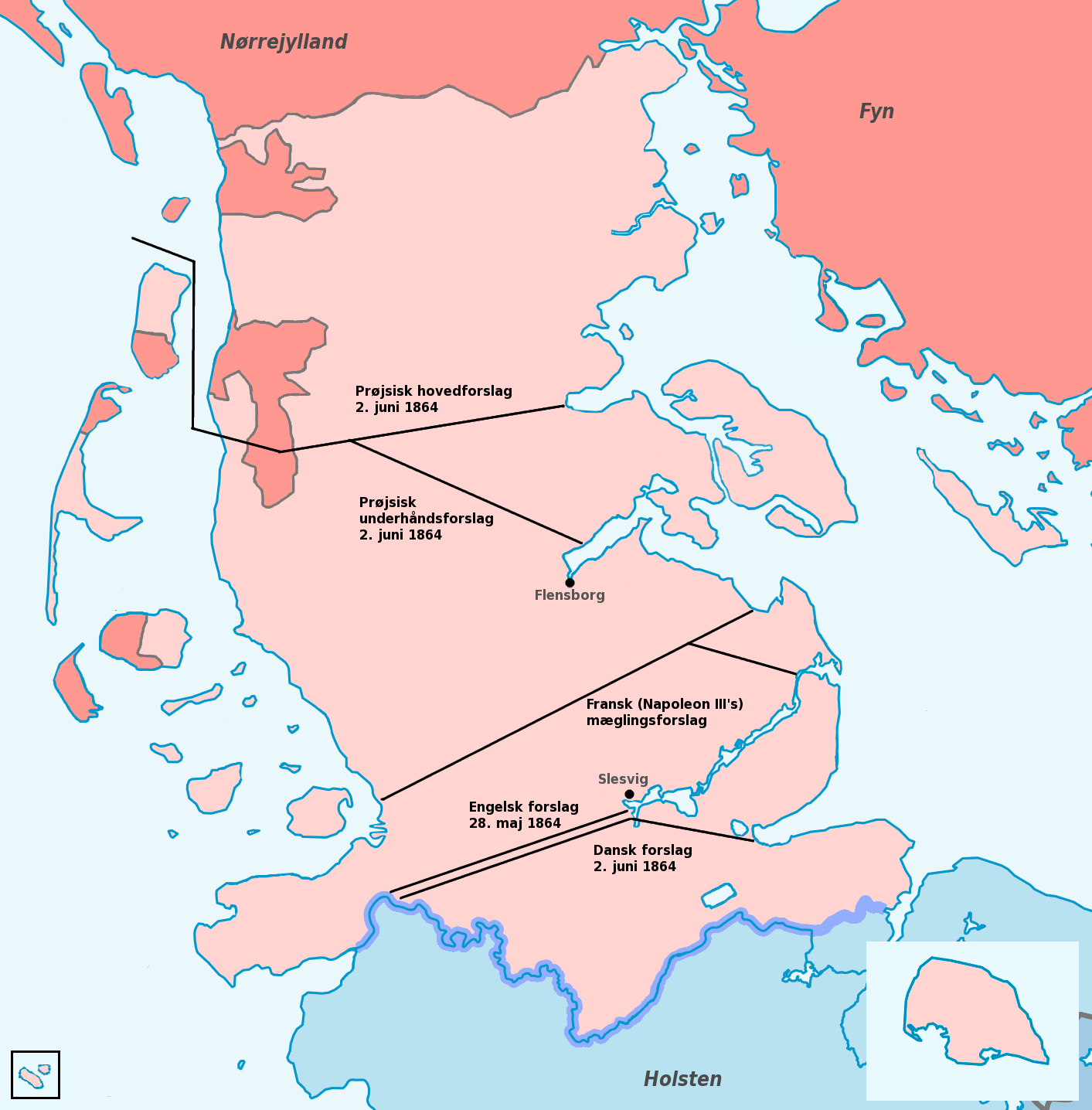
Propuestas de frontera en 1864.

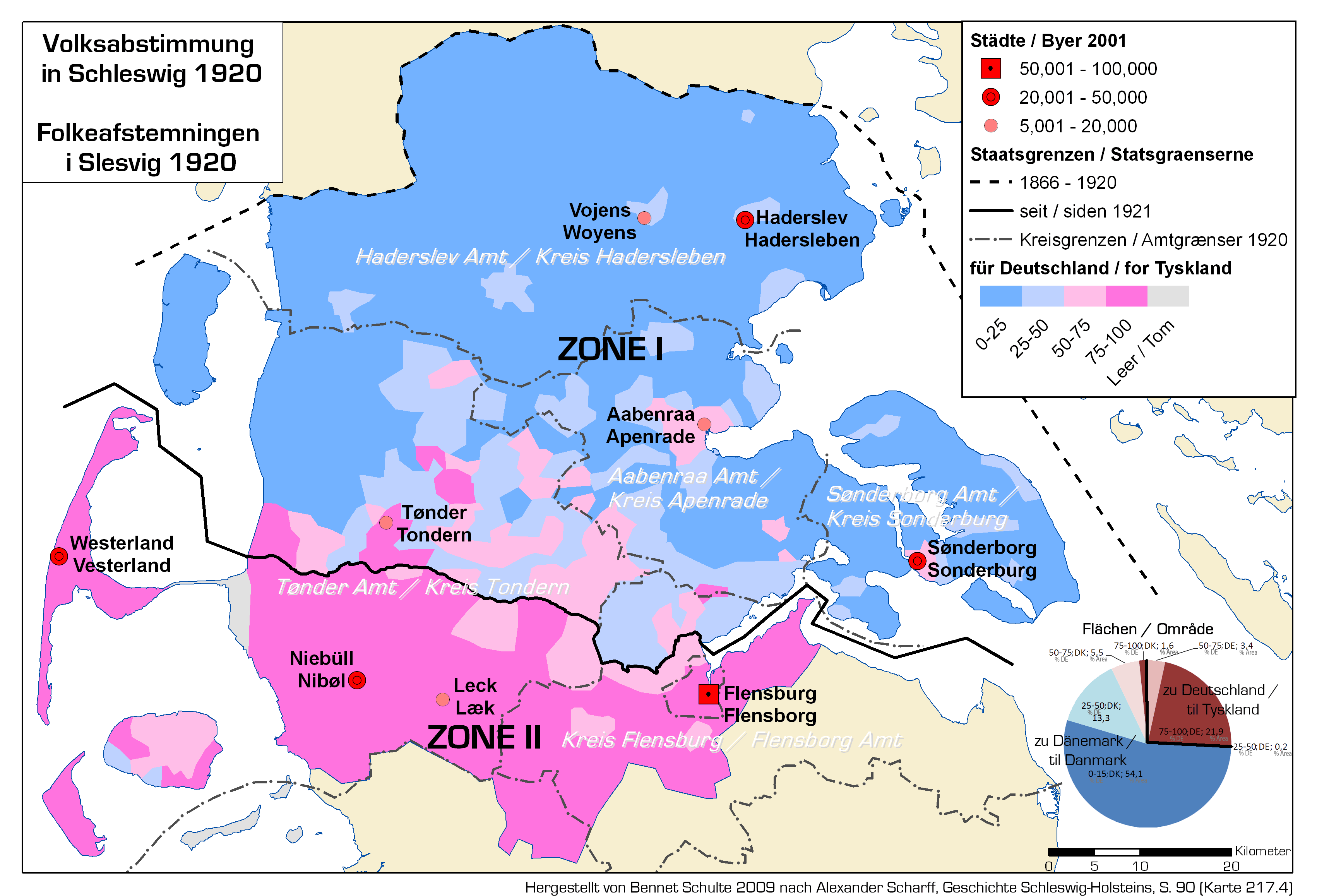
Resultados del voto en 1920.

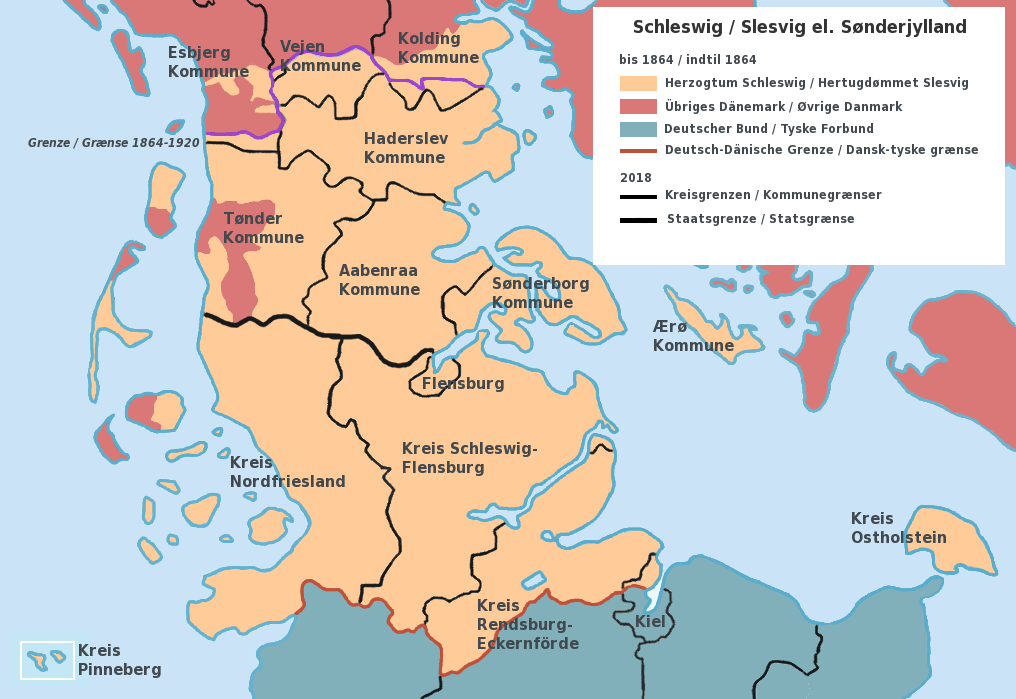
Schleswig/Slesvig con fronteras administrativas anteriores y actuales.

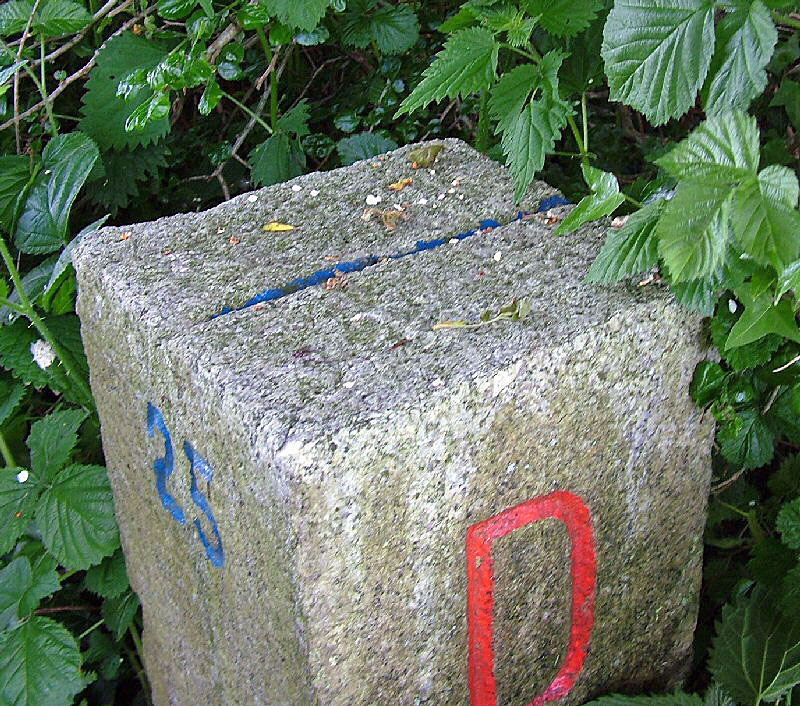
Hito fronterizo en piedra.

En el tratado de Heiligen del año 811, el Eider fue reconocido como una frontera entre Dinamarca y el Imperio franco. Como un río pantanoso, formó una frontera natural. En el área más alta de la cuenca, estaba más seca. La muy antigua ruta de viaje de Hærvejen iniciaba allí, y se construyó un muro de defensa, Danevirke. Más tarde surgieron los ducados de Schleswig y Holstein. Antes de 1864, Schleswig era un feudo de Dinamarca, mientras que Holstein era un feudo del Sacro Imperio Romano (hasta 1806) y miembro de la Confederación Germánica (después de 1815). Ambos territorios fueron gobernados por el rey danés en su papel adicional como duque de Schleswig y duque de Holstein (ocasionalmente junto con otros duques, como los duques de Gottorp). La frontera entre el feudo danés de Schleswig y el feudo alemán de Holstein todavía corría a lo largo del Eider, la frontera entre los ducados y el Reino de Dinamarca a lo largo del Kongeåen y el límite sur de la monarquía danesa (Helstaten) a lo largo del Elba.
En 1864, Schleswig-Holstein fue conquistada por Prusia, y así se creó una frontera internacional entre Dinamarca y Alemania/Schleswig-Holstein. Iba de un lugar en la costa a 5 kilómetros al sur de Ribe, rodeaba Ribe por 5 kilómetros, luego se dirigía hacia el este, justo al sur de Vamdrup, y justo al norte de Christiansfeld, hasta el mar Báltico.
En 1920, la frontera se movió unos 50 kilómetros hacia el sur hasta la posición actual, según lo determinó el referéndum de Schleswig de 1920. Esta sigue aproximadamente el límite idiomático no claramente definido, siendo la minoría alemana del Norte de Schleswig una importante minoría étnica de la región de Dinamarca del Sur.

## Controles de frontera
En 2001, todos los controles fronterizos se eliminaron según el Acuerdo de Schengen.
En respuesta al control fronterizo sueco debido a la crisis migratoria europea, los controles fronterizos se introdujeron temporalmente a partir del 4 de enero de 2016. El primer ministro Lars Løkke Rasmussen citó el temor a la acumulación de inmigrantes ilegales en Copenhague como una de las razones de esta decisión.

### Valla de jabalí (Vildsvinehegn)
En enero de 2019, el gobierno danés comenzó a construir una cerca a lo largo de la frontera en un intento por evitar que los jabalíes, que pueden ser portadores del virus de la peste porcina africana, cruzaran a Dinamarca. Se estima que la cerca de 1.5 metros de alto y casi 70 kilómetros de largo, que se extiende a lo largo de toda la frontera terrestre, se completará para el otoño de 2019 a un costo de 30.4 millones de coronas danesas.